# Haematommataceae
Haematommataceae is een botanische naam voor een monotypische familie van korstmossen behorend tot de orde Lecanorales. Het bevat alleen het geslacht Haematomma. 